# Ernst Orzegowski
Ernst Orzegowski (19 de outubro de 1919 - 2 de agosto de 2005) foi um piloto alemão da Luftwaffe durante a Segunda Guerra Mundial. Voou 682 missões de combate, nas quais abateu 3 aeronaves inimigas e 31 tanques.